# Associazione Sportiva Livorno Calcio 1997-1998
Questa pagina contiene i dati relativi alla stagione sportiva 1997-1998 dell'Associazione Sportiva Livorno Calcio.

## Stagione
Nella stagione 1997-1998 il Livorno disputa il girone A della Serie C1. Allenato dal confermato Paolo Stringara, questa stagione verrà ricordata come la stagione dei record, della penalizzazione di 4 punti e della promozione sfumata. La squadra amaranto ha un inizio di campionato dirompente, ottenendo nove vittorie nelle prime nove partite, chiuse dalla scoppola di Cesena (4-0). Termina il campionato al 3º posto con 58 punti in classifica dietro al Cesena che ne colleziona 67 di punti e sale direttamente in Serie B, ed alla Cremonese. Nei Playoff il Livorno vince le semifinali contro l'Alzano, poi la squadra amaranto viene sconfitta nella finale dalla Cremonese (1-0) dopo i tempi supplementari. 
Nella seconda giornata del girone di ritorno il Livorno, primo in classifica, gioca a Montevarchi, perde (1-0) e la gara viene messa nel mirino della giustizia sportiva, al termine delle indagini il Livorno viene penalizzato con 4 punti. Non si riveleranno decisivi per la promozione diretta, con 62 punti i labronici sono secondi a cinque lunghezze dal promosso Cesena, si piazzano così al terzo posto, dal secondo posto ottenuto sul campo. Nella semifinale il Livorno supera nel doppio confronto l'Alzano, poi nella finale giocata a Perugia, davanti a tantissimi livornesi, la Cremonese vince (1-0), con una rete al minuto 117° e sale in Serie B, al Livorno resta tanto rammarico per una stagione per certi versi stupenda, ma conclusa con l'amaro in bocca.
Nella Coppa Italia di Serie C il Livorno giunge ad un passo dalla finale, si piazza al secondo posto dietro al Prato nel girone H, eliminando il Pisa, il Pontedera e la Pistoiese. Poi nei sedicesimi di finale supera la Ternana, negli ottavi di finale supera la Spal, nei quarti di finale supera la Nocerina, nella semifinale viene superato dall'Alzano Virescit.

## Risultati

### Campionato

#### Girone di andata
| Arbitro: | Zaltron (Bassano del Grappa) |

|  |           |                  |
|  | Marcatori | 70’, 88’ Nardini |

| Arbitro: | Fausti (Milano) |

|             |           |  |
| Bonaldi 17’ | Marcatori |  |

| Arbitro: | Biasutto (Vicenza) |

|                    |           |                                                                |
| E. Sala 47’ (rig.) | Marcatori | 6’ (rig.) Vincioni 13’, 59’ Cordone 45’ Scichilone 56’ Bonaldi |

| Arbitro: | Ingenito (Nocera Inferiore) |

|                     |           |  |
| Vincioni 89’ (rig.) | Marcatori |  |

| Arbitro: | Lion (Padova) |

|             |           |                                |
| Bonazzi 38’ | Marcatori | 39’ (rig.) Vincioni 89’ Scalzo |

| Arbitro: | Castellani (Verona) |

|            |           |                        |
| Godeas 68’ | Marcatori | 4’ Bonaldi 31’ Nardini |

| Arbitro: | Cassarà (Palermo) |

|                                    |           |  |
| Cordone 30’ Scalzo 55’ Nardini 81’ | Marcatori |  |

| Arbitro: | Pirrone (Messina) |

|                   |           |                                                |
| Pistella 45’, 52’ | Marcatori | 17’ Scichilone 61’ Bonaldi 77’ (rig.) Vincioni |

| Arbitro: | Gabriele (Frosinone) |

|                                           |           |                  |
| Cordone 5’ Scalzo 38’ Vincioni 49’ (rig.) | Marcatori | 51’ (aut.) Merlo |

| Arbitro: | Pascariello (Lecce) |

|                                                 |           |  |
| Salvetti 49’ Agostini 60’ Masitto 64’ Serra 68’ | Marcatori |  |

| Arbitro: | Tullio (Avezzano) |

|                                |           |                |
| Lanotte 47’ (rig.) Fantini 75’ | Marcatori | 87’ Scichilone |

| Arbitro: | Zaltron (Bassano del Grappa) |

|                                |           |  |
| Vincioni 63’ (rig.) Scalzo 89’ | Marcatori |  |

| Arbitro: | Sciamanna (Ascoli Piceno) |

|                |           |                          |
| Scichilone 84’ | Marcatori | 22’ Mandelli 86’ Putelli |

| Arbitro: | Borelli (Roma) |

|  |           |                                        |
|  | Marcatori | 39’ Cuc 73’ Ramacciotti 78’ Scichilone |

| Arbitro: | Biasutto (Vicenza) |

|                |           |                                   |
| Scichilone 41’ | Marcatori | 31’ Schiavon 61’, 74’ M. Veronese |

| Arbitro: | Cossero (Udine) |

|                           |           |                                    |
| Lunardon 45’ Micciola 46’ | Marcatori | 32’ Scalzo 55’ Bonaldi 82’ Cordone |

| Arbitro: | Battaglia (Messina) |

|                                |           |           |
| Bonaldi 6’ Scichilone 59’, 90’ | Marcatori | 22’ Memmo |

#### Girone di ritorno
| Arbitro: | Urbano (Carbonia) |

|                     |           |  |
| Vincioni 83’ (rig.) | Marcatori |  |

| Arbitro: | Baglioni (Prato) |

|             |           |  |
| Corradi 87’ | Marcatori |  |

| Arbitro: | Alvino (Salerno) |

|             |           |  |
| Nardini 90’ | Marcatori |  |

| Arbitro: | Pirrone (Messina) |

|          |           |  |
| Zago 28’ | Marcatori |  |

| Arbitro: | Gabriele (Frosinone) |

|                                |           |  |
| Scalzo 45’ Vincioni 82’ (rig.) | Marcatori |  |

| Arbitro: | Castellani (Verona) |

|                          |           |               |
| Vincioni 63’ Nardini 73’ | Marcatori | 27’ Mirabelli |

| Arbitro: | Cossero (Udine) |

|               |           |  |
| Taldo 6’, 50’ | Marcatori |  |

| Arbitro: | Cassarà (Palermo) |

|                |           |  |
| Scichilone 45’ | Marcatori |  |

| Arbitro: | Urbano (Carbonia) |

|                  |           |  |
| G. Bresciani 84’ | Marcatori |  |

| Livorno 22 marzo 1998 27ª giornata | Livorno        | 0 – 0 | Cesena | Stadio Armando Picchi\| Arbitro: \| Borelli (Roma) \| |
| Arbitro:                           | Borelli (Roma) |       |        |                                                       |

| Livorno 5 aprile 1998 28ª giornata | Livorno                | 0 – 0 | Alessandria | Stadio Armando Picchi\| Arbitro: \| D'Agostini (Frosinone) \| |
| Arbitro:                           | D'Agostini (Frosinone) |       |             |                                                               |

| Arbitro: | Lion (Padova) |

|                        |           |              |
| Ferracuti 34’ Elia 65’ | Marcatori | 90’ Vincioni |

| Arbitro: | Fausti (Milano) |

|            |           |            |
| Caputi 61’ | Marcatori | 40’ Scalzo |

| Arbitro: | Papini (Perugia) |

|                          |           |                  |
| Vincioni 50’ (rig.), 80’ | Marcatori | 60’ (aut.) Merlo |

| Prato 3 maggio 1998 32ª giornata | Prato               | 0 – 0 | Livorno | Stadio Lungobisenzio\| Arbitro: \| Castellani (Verona) \| |
| Arbitro:                         | Castellani (Verona) |       |         |                                                           |

| Arbitro: | Saccani (Mantova) |

|             |           |                                               |
| Bonaldi 73’ | Marcatori | 4’, 90’ Lunardon 37’ Micciola 76’ Terracciano |

| Alzano Lombardo 17 maggio 1998 34ª giornata | Alzano Virescit      | 0 – 0 | Livorno | Stadio Carillo Pesenti Pigna\| Arbitro: \| Rossomando (Salerno) \| |
| Arbitro:                                    | Rossomando (Salerno) |       |         |                                                                    |

### Playoff
| Bergamo 31 maggio 1998 Semifinale - Andata | Alzano Virescit     | 0 – 0 | Livorno | Stadio Atleti Azzurri d'Italia\| Arbitro: \| Soffritti (Ferrara) \| |
| Arbitro:                                   | Soffritti (Ferrara) |       |         |                                                                     |

| Arbitro: | Cossero (Udine) |

|                                             |           |                                           |
| Nardini 30’ Geraldi 63’ Vincioni 88’ (rig.) | Marcatori | 35’ (aut.) Geraldi 50’ (aut.) De Vincenzo |

| Arbitro: | Gabriele (Frosinone) |

|  |           |               |
|  | Marcatori | 117’ Guarneri |

## Coppa Italia

### Girone H
| Livorno 17 agosto 1997 1ª giornata | Livorno                | 0 – 0 | Prato | Stadio Armando Picchi\| Arbitro: \| Alario (Civitavecchia) \| |
| Arbitro:                           | Alario (Civitavecchia) |       |       |                                                               |

| Arbitro: | Bertini (Arezzo) |

|                                          |           |                            |
| Gian. Savoldi 56’, 90’ Andreini 79’, 81’ | Marcatori | 39’ Cordone 68’ Scichilone |

| Arbitro: | Pieri (Genova) |

|  |           |                   |
|  | Marcatori | 9’, 26’ Di Pietro |

| 10 settembre 1997 4ª giornata |  | – Turno di riposo Livorno |  |  |

| Arbitro: | Ponzalli (Firenze) |

|                        |           |             |
| Di Pietro 8’, 12’, 29’ | Marcatori | 18’ Pittana |

### Fase Finale
| Arbitro: | Cecotti (Udine) |

|                                      |           |  |
| Nardini 3’ Di Pietro 35’ Cordone 90’ | Marcatori |  |

| Arbitro: | Esposito (Trapani) |

|                |           |                 |
| Borgobello 24’ | Marcatori | 16’ C. Ferretti |

| Arbitro: | Pieri (Genova) |

|                                           |           |                    |
| Aldrovandi 31’ Cancellato 63’ (rig.), 72’ | Marcatori | 12’ Scichilone 52’ |

| Arbitro: | Alario (Civitavecchia) |

|              |           |  |
| Vincioni 90’ | Marcatori |  |

| Nocera Inferiore 11 febbraio 1998 Quarti - Andata | Nocerina      | 0 – 0 | Livorno | Stadio San Francesco d'Assisi\| Arbitro: \| Lion (Padova) \| |
| Arbitro:                                          | Lion (Padova) |       |         |                                                              |

| Arbitro: | Calcagno (Nichelino) |

|                               |           |              |
| Scalzo 55’ Marcato 59’ (rig.) | Marcatori | 75’ Belmonte |

| Arbitro: | Sofritti (Ferrara) |

|                                             |           |               |
| G. Ferrari 17’ (rig.) Obbedio 66’ Memmo 87’ | Marcatori | 18’ Di Pietro |

| Arbitro: | Zaltron (Bassano del Grappa) |

|             |           |                |
| Bonaldi 25’ | Marcatori | 81’ G. Ferrari |